# Bündnis 90/Die Grünen Bayern
Bündnis 90/Die Grünen Bayern ist der bayerische Landesverband der Partei Bündnis 90/Die Grünen. Die Partei ist mit 38 Abgeordneten im Bayerischen Landtag vertreten.

## Geschichte

### Vorgeschichte (1977–79)
Ab dem Frühjahr 1977 wurden in der Bundesrepublik grüne und bunte Listen gegründet. Zur bayerischen Landtagswahl am 15. Oktober 1978 traten erstmals verschiedene Gruppen, wie die rechtsnationale Aktionsgemeinschaft Unabhängiger Deutscher, grüne und alternative Gruppierungen mit einer gemeinsamen Liste unter dem Namen Die Grünen an. Für die 204 antretenden Kandidaten stimmten am Wahltag insgesamt 1,84 % der Wähler. Bayern forderte als erster Landesverband einen bundesweiten Zusammenschluss der grünen Kräfte. Am 7. Oktober 1979 wurde der Landesverband Die Grünen offiziell gegründet. Erste gleichberechtigte Landesvorsitzende wurden Halo Saibold und Klaus Resch.

### Die ersten Jahre (1980–83)
Am 1. Juni 1980 beschloss eine Landesversammlung die Teilnahme der bayerischen Grünen an der Bundestagswahl am 5. Oktober 1980. Petra Kelly, Eberhard Bueb und Jörg Westerhoff führten die bayerische Landesliste für die Bundestagswahl an. Die Grünen scheiterten bundesweit mit 1,5 % der Stimmen an der Fünf-Prozent-Hürde. In Bayern lag das Ergebnis bei 1,3 %. 1981 beschlossen die Grünen, an der Landtagswahl 1982 teilzunehmen. Erklärte Ziele waren die Überwindung der Fünf-Prozent-Hürde, das Brechen der absoluten CSU-Mehrheit und die Verhinderung eines Atomstaats Bayern. Nach dem Zusammenbruch der sozialliberalen Koalition auf Bundesebene registrierten die Grünen eine Beitrittswelle. Mit fast 4.000 Mitgliedern waren die Bayern inzwischen der stärkste Landesverband der Bundesgrünen. Bei der Landtagswahl verfehlten die Grünen mit 4,6 % der Stimmen die Fünf-Prozent-Hürde. Bei den parallel stattfindenden Bezirkstagswahlen konnten die Grünen in fünf von sieben Bezirkstagen einziehen. Bei der Bundestagswahl am 6. März 1983 zogen die Grünen mit bundesweit 5,6 % erstmals in den Bundestag ein, in Bayern wählten 4,7 % die Partei. Die bayerischen Grünen stellten vier von 28 grünen Bundestagsabgeordneten, darunter Petra Kelly und Eberhard Bueb. Mit 10,7 % war München-Mitte bundesweit der dritterfolgreichste Wahlkreis der Grünen.

### Einzug in den Landtag (1984–89)
Die Mitgliederzahlen stiegen im Jahr 1984 auf 6.000, die Zahl der Ortsverbände stieg in einem Jahr von 30 auf 130. Bei der Kommunalwahl stabilisierten sich die Grünen als drittstärkste politische Kraft in Bayern. 300 Grüne saßen in den Kreistagen sowie Stadt- und Gemeinderäten. Die Grünen bereiteten sich auf die Landtagswahl am 12. Oktober 1986 vor. Auf der Landesversammlung beschlossen sie ein realpolitisches Programm, mit dem sie für die drei Herausforderungen Massenarbeitslosigkeit, Armut und Umweltzerstörung gewappnet sein wollten. Mit 7,5 % der Stimmen schafften die Grünen schließlich erstmals den Einzug in den bayerischen Landtag. Zur ersten Sitzung des neuen Landtags brachten die Grünen-Abgeordneten als PR-Aktion von der Nuklearkatastrophe von Tschernobyl verstrahltes Heu aus dem Berchtesgadener Land als „Geschenk“ für die Abgeordneten mit, konnten dieses jedoch nicht in das Landtagsgebäude bringen. Mitglied der ersten 15-köpfigen Landtagsfraktion waren unter anderem Christine Scheel, Christian Magerl, Edith Memmel, August Haußleiter, Eleonore Romberg, Armin Weiß, Ruth Paulig und Raimund Kamm. Auf der Landesversammlung im Jahr 1987 beschlossen die Grünen ein Frauenstatut. Als Landesvorstandssprecher wurden Heidi Meinzolt Depner und Eberhard Bueb gewählt. Die Einrichtung einer grün-nahen Stiftung wurde befürwortet. Die Landesgeschäftsstelle der Grünen wurde von der Polizei durchsucht, wobei 13 Flugblätter und sechs Zeitschriften beschlagnahmt wurden. Der Grund war der darin enthaltene Aufruf zum Volkszählungsboykott. Gemeinsam mit der Jungen Presse verteilten die bayerischen Grünen 50.000 hessische AIDS-Broschüren vor Schulen, um die mangelnde schulische AIDS-Aufklärung auszugleichen. Kultusminister Zehetmair sprach von „geistiger Umweltverschmutzung“. Beim Landesausschuss im Jahr 1988 forderten die Grünen die Verankerung des Atomwaffenverzichts in der bayerischen Verfassung. Im März 1988 wurde der grüne Stadtrat Georg Welsch mit den Stimmen von CSU und Grünen zum Kommunalreferenten gewählt. Im Jahr 1989 wurden zum ersten Mal vier Abgeordnete zum traditionellen Neujahrsempfang eingeladen. Am 14. Oktober 1989 feierte der Landesverband Bayern im Erlanger Redoutensaal sein 10-jähriges Bestehen, u. a. mit der Aufführung der „Weltbühne-Revue“ frei nach Kurt Tucholsky.

### Unbeständige Zeiten (1990–94)

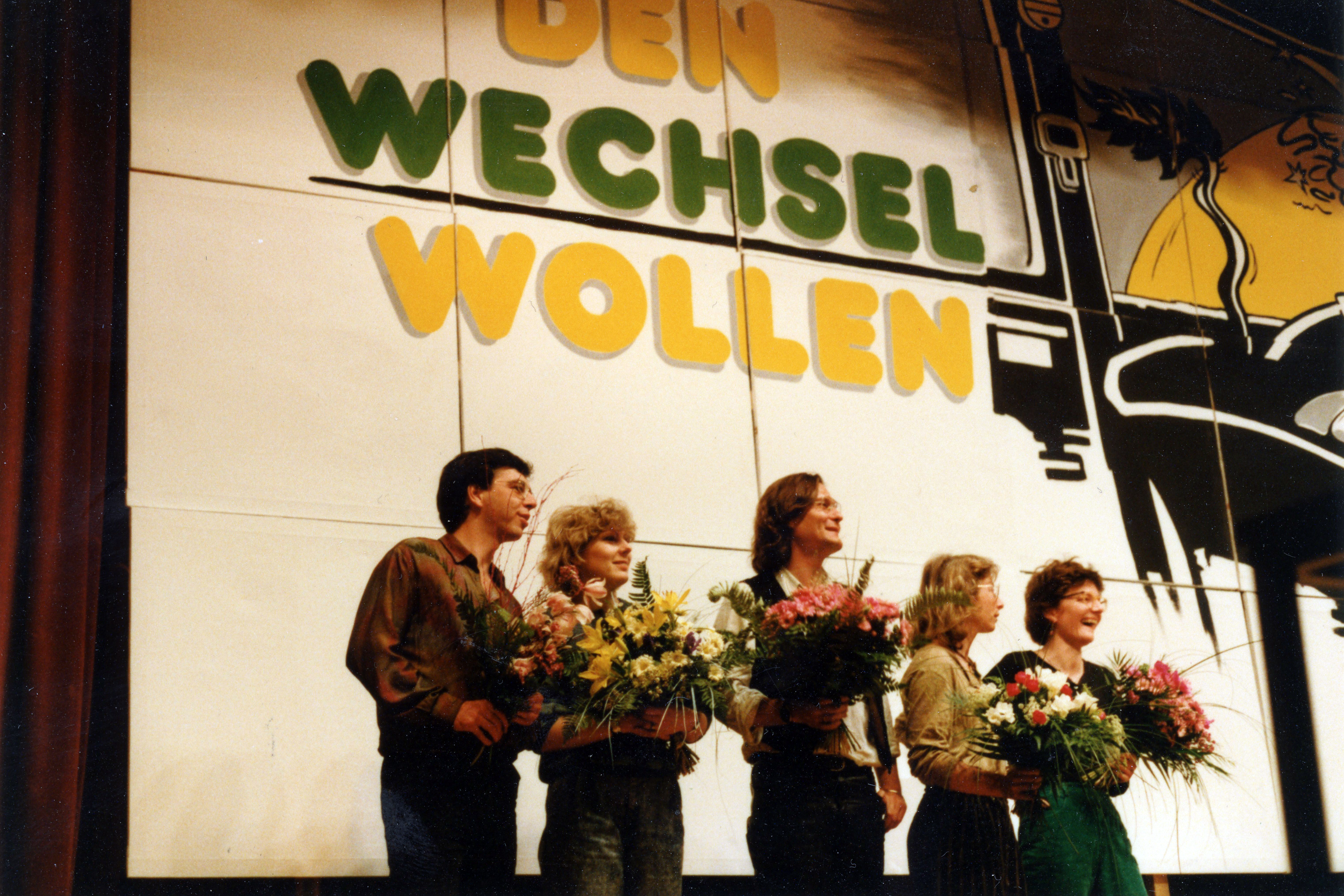
Neuer Landesvorstand der Grünen (1990)

Bei der Landtagswahl 1990 verloren die Grünen 1,1 Prozentpunkte, erreichten 6,4 % der Stimmen und stellten nur noch 12 Abgeordnete. Neu in die Fraktion kamen u. a. Sepp Daxenberger, Tessi Lödermann und Manfred Fleischer. Im November 1993 beschlossen die bayerischen Grünen ein neues Programm für den Landtagswahlkampf 1994. Ökologische Ansätze in allen Politikbereichen standen dabei im Vordergrund. Vorgesehen waren unter anderem die Einführung einer ökologischen Steuerreform und mehr soziale Standards in der Wirtschaftspolitik. Bei der Landtagswahl 1994 verloren die Grünen erneut Stimmen und erreichten 6,1 %.

### Die rot-grüne Option (1995–98)
Bei den Kommunalwahlen 1996 gelang den Grünen ein deutlicher Zuwachs auf 6,9 % und damit die Steigerung der Mandate von 700 auf 1000 landesweit. Sepp Daxenberger wurde mit 58 % der Wählerstimmen zum Bürgermeister von Waging am See und damit zum ersten grünen Bürgermeister Bayerns gewählt. Die Wahl sorgte für Aufsehen über den Freistaat hinaus. Sein Nachrücker im Landtag war Martin Runge. Nach andauernden persönlichen Querelen in der Landtagsfraktion sowie im Landesvorstand verließ Fraktionsvorsitzender Manfred Fleischer im September 1997 Partei und Fraktion. Äußerer Anlass war ein Schneeballsystem, das vom damaligen Leiter des Landtagsamtes, Hanns Nöth (CSU), an Manfred Fleischer vermittelt wurde und bei dem er sich um 40.000 Mark betrügen ließ. Später trat er der CSU bei. Auch Christian Magerl trat 1998 nicht mehr an und Raimund Kamm legte 1997 sein Mandat nieder, sodass Adi Sprinkart für ihn nachrückte. Die bayerischen Grünen verzichteten im Wahlkampf 1998 auf ihre heftig umstrittene Forderung nach einem Benzinpreis von fünf Mark pro Liter. Die Spritpreiserhöhung sei zwar inhaltlich richtig, dem Wähler aber in dieser Form nicht vermittelbar. „Beckstein würde auch Jesus abschieben“ plakatierten die Grünen im Landtags- und Bundeswahlkampf 1998 und provozierten damit die CSU.

### Regierungszeit auf Bundesebene und Opposition im Landtag (1999–2004)
Der Kosovo-Konflikt mit Beteiligung der Bundeswehr führte 1999 zu heftigen Auseinandersetzungen innerhalb der Partei. Nach einer mehrstündigen Debatte stellte sich die große Mehrheit der bayerischen Grünen hinter den Kosovo-Friedensplan von Außenminister Joschka Fischer. Der Landesverband startete 2000 ein bayernweites Mentoring-Programm, das jungen Frauen den Einstieg in die Politik erleichtern soll. Die Grünen kündigten unter dem Motto „Green the future“ an, Politik für Technik und Innovation zu einem Schwerpunkt ihrer Arbeit zu machen und starteten 2001 eine Kampagne für das Dosenpfand. Die Bundesregierung setzte 2002 nach langwierigen Verhandlungen die Einführung des Dosenpfands durch. Bei den Kommunalwahlen mussten die Grünen bayernweit einen Stimmenrückgang von 1,9 Prozentpunkten hinnehmen. Bei der Bundestagswahl 2002 holten die Grünen 7,6 % und damit das bis dahin zweitbeste Ergebnis ihrer Geschichte in Bayern. In München wählten sogar 16,1 % die Öko-Partei, das bedeutete einen weit überdurchschnittlichen Stimmenzuwachs von fast 50 % im Vergleich zur vorangegangenen Wahl. Bei der Landesdelegiertenkonferenz wurde Sepp Daxenberger neben Margarete Bause neuer Landesvorsitzender. Bei der Landtagswahl 2003 erzielten die Grünen das bis dahin beste Ergebnis ihrer Geschichte und zogen bei einem Stimmenanteil von 7,7 % mit 15 Abgeordneten ins Parlament ein. Theresa Schopper wurde mit einem Rekordergebnis von 94 % zur Landesvorsitzenden gewählt. Bei der Europawahl 2004 errangen die Grünen in Bayern 11,7 % der Stimmen, überholten damit in mehreren Städten und Kreisen die SPD und wurden in einigen Stadtteilen der Großstädte sogar stärkste Kraft.

### Zuwächse bei Kommunal- und Landtagswahl (2004–2008)
Am 2. März 2008 erreichten die Grünen bei den Kommunalwahlen eine Steigerung von 5,7 % auf 8,2 % aller Wählerstimmen. Am 16. März 2008 wurde Benedikt Bisping neuer grüner Bürgermeister in Lauf an der Pegnitz und beendete damit eine fast 30 Jahre dauernde Regierungszeit der CSU. Auch in der Gemeinde Utting am Ammersee wurde ein grüner Bürgermeister gewählt. In der Stichwahl setzte sich der GAL-Kandidat Josef Lutzenberger mit 55,7 % gegen den bisherigen Amtsinhaber von der CSU durch. Die Landesdelegiertenkonferenz verabschiedete am 6. Juni in Augsburg ihr Landeswahlprogramm, das folgende Ziele und Schwerpunkte beinhaltete: Nachhaltigkeit (u. a. 100 Prozent der Energieversorgung in Bayern aus erneuerbaren Energien), Soziale Gerechtigkeit, Selbstbestimmung und Vielfalt, Demokratie und Rechtsstaatlichkeit. Am 28. September 2008 erreichten die Grünen bei der Landtagswahl mit Zuwächsen von 1,7 Prozentpunkten 9,4 % der Stimmen und zogen mit 19 Abgeordneten, vier mehr als bei der vorangegangenen Wahl, in den Landtag ein. Im gleichen Jahr wurde Dieter Janecek mit 51,7 % neuer Landesvorsitzender.

### Veränderungen in wahlfreien Jahren (2008–2012)
Ende November 2009 fand die Landesversammlung in Bamberg statt. Im Vordergrund standen nach zwei Wahlkampfjahren (Kommunal-, Bezirks- und Landtagswahlen, Europawahl und Bundestagswahl) die kommenden wahlkampffreien Jahre (bis 2013) sowie die Standortbestimmung nach der Bundestagswahl. Für diesen Zweck wurde die breit angelegte Mitmach-Kampagne „Mein Bayern“ gestartet. Theresa Schopper wurde 2009 mit 57 % erneut zur Landesvorsitzenden gewählt.
Sepp Daxenberger trat im Juni 2010 krankheitsbedingt als Fraktionsvorsitzender zurück, sein Nachfolger im Amt wurde der unterfränkische Landtagsabgeordnete Thomas Mütze. Daxenberger verstarb kurze Zeit später. Für Daxenberger rückte die Künstlerin Anne Franke nach. Am 9. Februar 2011 wurde Martin Runge als Nachfolger von Thomas Mütze zum Fraktionsvorsitzenden neben Margarete Bause gewählt.

### Gemischte Ergebnisse und Aufwind (2013–2018)
Im September 2013 fanden in Bayern Landtagswahlen statt und auf Bundesebene die Bundestagswahlen. Bei beiden Wahlen mussten die Grünen in Bayern Verluste hinnehmen. Bei den Landtagswahlen vom 15. September verloren die Grünen 0,8 % auf 8,6 % und stellen seitdem 18 Mandate im Bayerischen Landtag. Ludwig Hartmann löste Martin Runge als Fraktionsvorsitzender im Landtag ab. Das Ergebnis der bayerischen Grünen bei der Bundestagswahl 2013 weist deutlichere Verluste von 10,8 % auf 8,4 % auf. Bei den Kommunalwahlen im März 2014 konnten die Grünen hingegen 2 % hinzugewinnen und kamen auf 10,2 % der abgegebenen Stimmen bei der Wahl der Stadträte in den kreisfreien Städten und der Kreistage. Sigi Hagl löste Theresa Schopper im November 2013 als Landesvorsitzende ab. Auf der Landesdelegiertenkonferenz im Oktober 2014 wurde Eike Hallitzky als Nachfolger von Dieter Janecek zum Landesvorsitzenden der bayerischen Grünen gewählt. Er setzte sich im ersten Wahlgang mit 51 Prozent der Stimmen gegen seinen Gegenkandidaten Markus Büchler durch.
Im Jahr 2016 feierten die bayerischen Grünen „30 Jahre im bayerischen Landtag“. In der Landtagsfraktion wurde Katharina Schulze im Februar 2017 neben Hartmann als Vorsitzende gewählt und löste damit Margarete Bause, die das Amt seit 2003 (und vorher bereits von 1986–1990) innehatte, ab. Im Nachgang trat Claudia Stamm aus der Fraktion aus – ihr wurde nachgesagt, dass sie ebenfalls das Amt als Fraktionsvorsitzende angestrebt habe. Bei der Bundestagswahl 2017 konnten die Grünen in Bayern ihr Ergebnis um 1,4 % auf 9,8 % steigern und stellen, auch aufgrund der Vergrößerung des Bundestags durch Überhang- und Ausgleichsmandate, 11 Abgeordnete. Die Grünen initiierten zusammen mit der ÖDP und mehreren Umweltorganisationen im Jahr 2017 das Volksbegehren „Betonflut eindämmen“.

### Zweitstärkste Kraft im Freistaat ab 2018

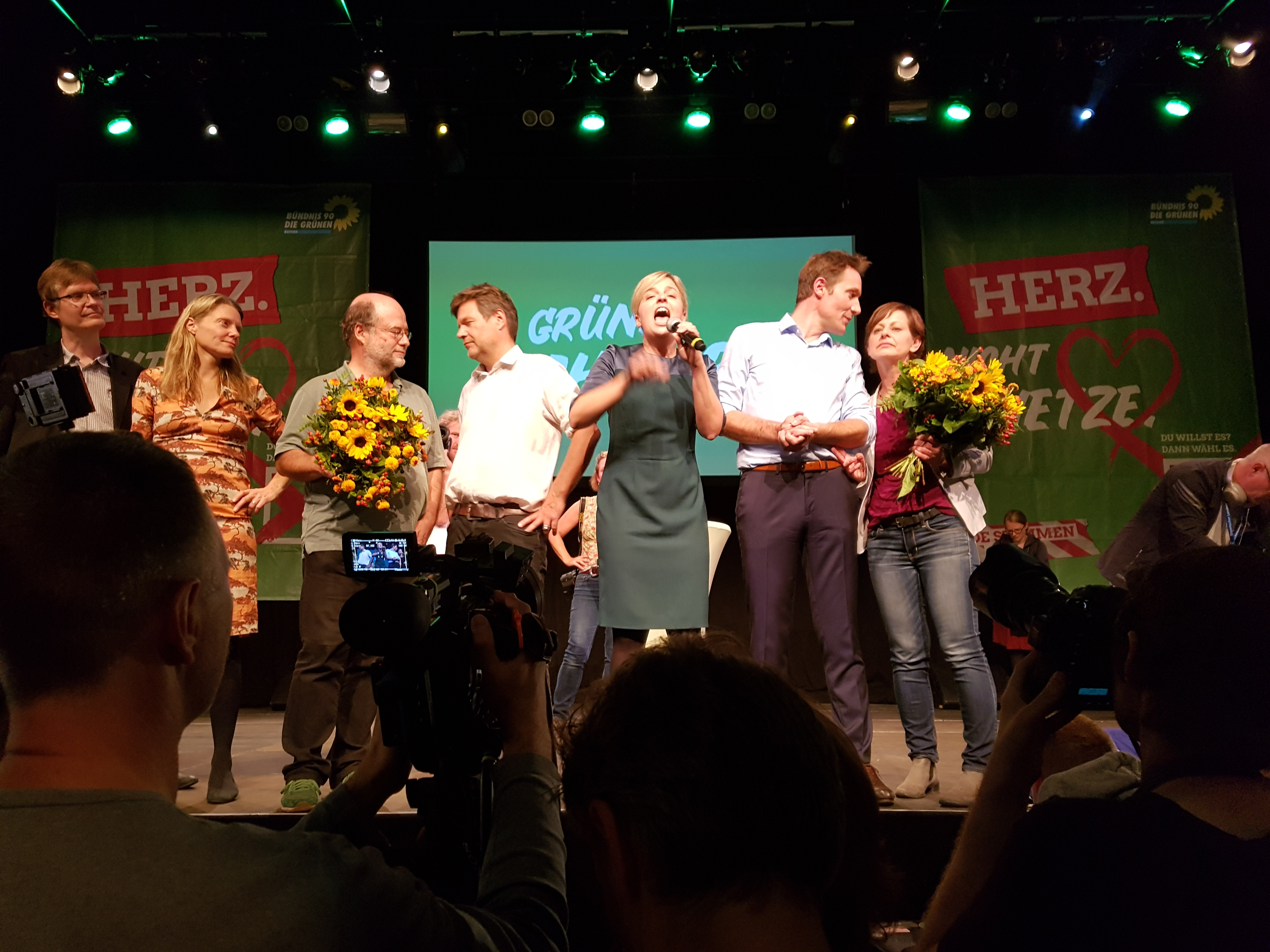
Das Spitzenduo der Grünen Hartmann und Schulze mit Robert Habeck bei der Wahlkampfparty zur bayerischen Landtagswahl 2018 in der Muffathalle in München

Für die Landtagswahl in Bayern 2018 wählten die Grünen ihr Spitzenteam in einer Urwahl. Neben den Fraktionsvorsitzenden Schulze und Hartmann trat auch Thomas Gehring an, der aber Hartmann unterlag. Anders als bei den bisherigen Wahlen gab es innerhalb der Grünen Äußerungen, die eine Koalition mit der CSU nicht mehr kategorisch ausschließen. Die Grünen erreichten bei der Landtagswahl 17,6 % der Wählerstimmen und wurden zweitstärkste Partei in Bayern. In München wurden sie mit 31,1 % der Gesamtstimmen sogar stärkste Kraft und gewannen fünf der neun Direktmandate. Die CSU verlor die absolute Mehrheit, entschloss sich aber nach kurzen Sondierungsgesprächen und knapp dreiwöchigen Verhandlungen zu einer Regierungskoalition mit den Freien Wählern. Auf der Landesversammlung im Oktober 2019 wurde die Wirtschaftsingenieurin und Landtagsabgeordnete Eva Lettenbauer als jüngste Vorsitzende in der 40-jährigen Geschichte der bayerischen Grünen als Nachfolgerin von Sigi Hagl gewählt. 2021 wurde Thomas von Sarnowski als Nachfolger von Eike Hallitzky gewählt.
Auch bei der Europawahl 2019 erreichten die Grünen in Bayern mit 19,1 % (2014: 12,1 %) ein herausragendes Ergebnis und wurden nach der CSU deutlich zweitstärkste Partei. Das Resultat lag knapp unter dem Bundesdurchschnitt (20,5 %). In München und Würzburg gelang es der Partei, an der CSU vorbeizuziehen und über 30 % der Stimmanteile auf sich zu vereinigen. Die Grünen profitierten vor allem durch die zweistelligen Verluste der SPD.
Der Parteivorstand beteiligte bayernweit die Zivilgesellschaft, Verbände und alle Mitglieder in einem Programmkonvent und Mitmach-Prozess von 2022 bis 2023 beim Festlegen des Landtagswahl-Programms unter dem Titel „Für unser schönes Bayern“. Die Partei nominierte Ludwig Hartmann und Katharina Schulze als Spitzenteam für die Landtagswahl 2023. Bei der Wahl am 8. Oktober erreichten die bayerischen Grünen 14,4 Prozent, was einem Verlust von 3,2 Prozent im Vergleich zur vorigen Wahl entsprach. Durch die deutlichen Zugewinne von Freien Wählern und AfD wurden sie nur noch viertstärkste Kraft im neuen Landtag. Obwohl eine Koalition mit der CSU rechnerisch erneut eine Mehrheit erhielt, wurde diese Option von vornherein von Markus Söder ausgeschlossen. Die bestehende Koalition aus CSU und Freien Wählern wurde fortgesetzt und Ministerpräsident Markus Söder (CSU) bildete das Kabinett Söder III.
Nach der Landtagswahl 2023 begrüßten die Parteivorsitzenden Eva Lettenbauer und Thomas von Sarnowski bis Ende 2023 über zweihundert neue Mitglieder und meldeten den Rekord von 20150 Mitgliedern. 2024 setzen sich Eva Lettenbauer und Gisela Sengl als neue Vorsitzende von Bündnis 90/Die Grünen Bayern bei der turnusmäßigen Vorstandswahl gegen drei weitere Bewerber durch. Sie stellten ihre Arbeit im Anschluss unter das Motto „starkes Duo für das Land“.

## Landtagswahlergebnisse
| Landtagswahlen in Bayern |               |       |              |             |
| Jahr                     | Stimmenanteil | Sitze | Sitze gesamt | % der Sitze |
| 1982                     | 4,6 %         | —     | 204          | —           |
| 1986                     | 7,6 %         | 15    | 204          | 7,3         |
| 1990                     | 6,5 %         | 12    | 204          | 5,9         |
| 1994                     | 5,9 %         | 14    | 204          | 6,9         |
| 1998                     | 5,9 %         | 14    | 204          | 6,9         |
| 2003                     | 7,7 %         | 15    | 180          | 8,3         |
| 2008                     | 9,4 %         | 19    | 187          | 10,2        |
| 2013                     | 8,6 %         | 18    | 180          | 10          |
| 2018                     | 17,6 %        | 38    | 205          | 18,5        |
| 2023                     | 14,4 %        | 32    | 203          | 15,8        |

## Struktur
An der Spitze des Landesverbands steht der fünfköpfige Landesvorstand; dieser setzt sich zusammen aus: Vorsitzende, Vorsitzender, Schatzmeister, frauenpolitischer Sprecherin und kommunalpolitischer Sprecher. Der Landesvorstand wird vom 23-köpfigen Landesausschuss kontrolliert. Der Landesvorstand wird in der Regel alle zwei Jahre auf einer Landesdelegiertenkonferenz neu gewählt, dabei wird jahresweise alternierend immer ein Vorsitzender gewählt.
In der Parteistruktur von Bündnis 90/Die Grünen Bayern gibt es sieben Bezirksverbände. Alle Landkreise in Bayern werden von den 89 Grünen-Kreisverbänden abgedeckt. Der Kreisverband München-Stadt ist der größte Kreisverband Deutschlands mit über 3800 Mitgliedern. Im Bezirkstag Oberbayern sind momentan 18 grüne Abgeordnete vertreten. Im Bezirkstag Mittelfranken sind es sechs, im Bezirkstag Unterfranken vier, im Bezirkstag Schwaben sechs, in Oberfranken drei, in Niederbayern und der Oberpfalz zwei Vertreter von Bündnis 90/Die Grünen. Die Grünen Bayern stellen seit der Landtagswahl in Bayern 2018 38 Landtagsabgeordnete (Oberbayern 17, Schwaben 6, Unterfranken 3, Mittelfranken 6, Niederbayern 2, Oberfranken 2, Oberpfalz 2), seit der Bundestagswahl 2021 19 der 118 grünen Bundestagsabgeordneten und seit der Europawahl 2019 zwei Europaabgeordnete.
Die Grüne Jugend Bayern ist die Jugendorganisation des Landesverbandes und offizielle Teilorganisation der Partei. Mitglieder der Partei unter 28 Jahren werden automatisch Mitglied der Grünen Jugend Bayern, es sei denn, sie widersprechen dem Beitritt ausdrücklich oder treten aus.
Als Parteinahe Stiftung ist die Petra-Kelly-Stiftung zu nennen.

## Vorsitzende
| Zeitraum                   | Sprecher bzw. Vorsitzende                        |
| 1979                       | Klaus Resch, Halo Saibold                        |
| 1980                       | Jörg Westerhoff, Eberhard Bueb, Manfred Quickert |
| 1982                       | Jutta Damm, Horst Schmidt, Rolf Gajewski         |
| 1983                       | Elisabeth Sellmann, Eckehard Rotter              |
| 1985                       | Ulrike Windsperger, Claudia Solana               |
| 1986                       | Heinz Gruber, Martin Kaltenhauser                |
| 1987                       | Heidi Meinzolt-Depner, Eberhard Bueb             |
| 1989                       | Heidi Meinzolt-Depner, Mike Pfeffer              |
| 1991                       | Margarete Bause, Gerald Häfner                   |
| 1993                       | Barbara Hoffmann, Gerald Häfner                  |
| 1995–1997                  | Barbara Hofmann, Kurt Haymann                    |
| 1997                       | Ruth Paulig, Bernd Schreyer                      |
| 1998–2002                  | Margarete Bause, Jerzy Montag                    |
| 2002                       | Margarete Bause, Sepp Daxenberger                |
| November 2003–Oktober 2008 | Theresa Schopper, Sepp Daxenberger               |
| Oktober 2008–November 2013 | Theresa Schopper, Dieter Janecek                 |
| November 2013–Oktober 2014 | Sigi Hagl, Dieter Janecek                        |
| Oktober 2014-Oktober 2019  | Sigi Hagl, Eike Hallitzky                        |
| Oktober 2019–April 2021    | Eike Hallitzky, Eva Lettenbauer                  |
| April 2021–Januar 2024     | Eva Lettenbauer, Thomas von Sarnowski            |
| seit Januar 2024           | Eva Lettenbauer, Gisela Sengl                    |

## Kommunalpolitik

### Landrat
Die Grünen haben in Bayern einen Landrat:
| Name              | Landkreis  | Regierungsbezirk |
| ----------------- | ---------- | ---------------- |
| Jens Marco Scherf | Miltenberg | Unterfranken     |

### Oberbürgermeister
Seit dem 1. Juli 2025 ist Martin Heilig der erste Grüne Oberbürgermeister Bayerns.
| Name          | Kommune  | Regierungsbezirk |
| ------------- | -------- | ---------------- |
| Martin Heilig | Würzburg | Unterfranken     |

### Erste Bürgermeister
Die Grünen haben in Bayern mehrere Bürgermeister. Die Bürgermeister sind nach Einwohnergröße der jeweiligen Kommune absteigend sortiert.
| Name                  | Kommune                | Regierungsbezirk |
| --------------------- | ---------------------- | ---------------- |
| Franz Heilmeier       | Neufahrn bei Freising  | Oberbayern       |
| Mario Paul            | Lohr am Main           | Unterfranken     |
| Susanna Tausendfreund | Pullach                | Oberbayern       |
| Stefan Schneider      | Bergen (Chiemgau)      | Oberbayern       |
| Alexander Herrmann    | Schondorf am Ammersee  | Oberbayern       |
| Markus Reichart       | Heimenkirch            | Schwaben         |
| Georg Reinthaler      | Eiselfing              | Oberbayern       |
| Christian Stück       | Kirchheim bei Würzburg | Unterfranken     |
| Florian Questel       | Ahorntal               | Oberfranken      |
| Roman Albrecht        | Trunkelsberg           | Schwaben         |
| Fritz Hörner          | Berolzheim             | Mittelfranken    |
| Volkhard Warmdt       | Wiesenbronn            | Unterfranken     |
| Harald Lenz           | Ebershausen            | Schwaben         |

### Weitere hauptamtliche Bürgermeister
Neben den ersten Bürgermeistern stellen die Grünen in mehreren bayerischen Städten auch hauptamtliche zweite und dritte Bürgermeister. Diese tragen Verantwortung für spezifische Ressorts und unterstützen die Oberbürgermeister in ihren Aufgaben. Die Bürgermeister sind nach Einwohnergröße der jeweiligen Kommune absteigend sortiert.
| Name             | Kommune    | Position           |
| ---------------- | ---------- | ------------------ |
| Dominik Krause   | München    | 2. Bürgermeister   |
| Martina Wild     | Augsburg   | 2. Bürgermeisterin |
| Petra Kleine     | Ingolstadt | 3. Bürgermeisterin |
| Sandra Vorlová   | Würzburg   | Klimabürgermeister |
| Jonas Glüsenkamp | Bamberg    | 2. Bürgermeister   |

### Zweite und dritte ehrenamtliche Bürgermeister
Die Grünen stellen in Bayern zahlreiche ehrenamtliche zweite oder dritte Bürgermeister. Diese übernehmen repräsentative und beratende Aufgaben in ihrer Kommune. In dieser Liste sind nur Städte mit über 30.000 Einwohnern berücksichtigt, absteigend nach der Einwohnerzahl sortiert.
| Name                   | Kommune            | Position           |
| ---------------------- | ------------------ | ------------------ |
| Erna-Kathrein Groll    | Kempten (Allgäu)   | 3. Bürgermeisterin |
| Gerlinde Koch          | Neu-Ulm            | 3. Bürgermeisterin |
| Ayfer Rethschulte      | Schweinfurt        | 3. Bürgermeisterin |
| Eva Bönig              | Freising           | 2. Bürgermeisterin |
| Luise Krispenz         | Dachau             | 3. Bürgermeisterin |
| Sebastian Auer         | Hof (Saale)        | 3. Bürgermeister   |
| Oliver Schill          | Kaufbeuren         | 3. Bürgermeister   |
| Sophie Schuhmacher     | Germering          | 3. Bürgermeisterin |
| Petra Novotny          | Schwabach          | 3. Bürgermeisterin |
| Christian Stangl       | Fürstenfeldbruck   | 2. Bürgermeister   |
| Annette Prechtel       | Forchheim          | 3. Bürgermeisterin |
| Claudia Eser-Schuberth | Friedberg (Bayern) | 3. Bürgermeisterin |
| Marion Juniec-Möller   | Schwandorf         | 3. Bürgermeisterin |

## Mitgliederzahlen
| Jahr | Mitgliederzahl |
| ---- | -------------- |
| 1980 | 1.880          |
| 1995 | 6.090          |
| 2000 | 6.067          |
| 2005 | 6.100          |
| 2010 | 7.226          |
| 2018 | 11.500         |
| 2019 | 15.000         |
| 2020 | 17.000         |
| 2021 | 19.850         |
| 2023 | 20.150         |
| 2024 | 24.000         |
| 2025 | 26.500         |

## Filme
- Kontrovers – Das Politikmagazin: Die Story – 30 Jahre Grüne im Bayerischen Landtag